# Platts Heath
Platts Heath – wieś w Anglii, w hrabstwie Kent, w dystrykcie Maidstone. Leży 13 km na południowy wschód od miasta Maidstone i 65 km na południowy wschód od centrum Londynu.